# Libor Hroza
Libor Hroza (ur. 30 maja 1987 w Děčínie) – były czeski wspinacz sportowy, trener. Specjalizował się we wspinaczce na szybkość. Wicemistrz świata z 2012, dwukrotny mistrz Europy z 2013 oraz z 2015, były rekordzista świata we wspinaczce na szybkość z wynikiem 5,73 sekundy.

## Kariera sportowa
Wicemistrz świata z 2012, w finale przegrał z Chińczykiem Zhong Qixinem. 
Mistrz Europy we wspinaczce sportowej z francuskiego Chamonix-Mont-Blanc z 2013 oraz z 2015, a w 2010 roku w austriackim Imst zdobył medal brązowy.
Uczestnik World Games w kolumbijskim Cali (zajął piąte miejsce) w 2013 oraz we Wrocławiu w 2017, był 8.
Wielokrotny uczestnik, prestiżowych, elitarnych zawodów wspinaczkowych Rock Master  we włoskim Arco, gdzie zdobył ogółem 5 medali; w tym 4 złoty i 1 brązowy.
Czołowy zawodnik w klasyfikacji Pucharu Świata we wspinaczce sportowej na szybkość.
Podczas kariery sportowej kilkakrotnie poprawiał rekord świata w prędkości pokonywania 15-metrowej ściany;
ściany wspinaczkowe we wspinaczce na szybkość są standardowe o wysokości 15 m, kącie pochylenia do 15°, znormalizowanie dróg wspinaczkowych umożliwiają pomiary czasu podczas ustanawiania rekordu szybkości (aktualnie, czasy podczas zawodów mierzy się z dokładnością do 0,001 s);
Rekordy świata
- 5,73 – Puchar Świata 2014 – Arco (ITA) – 31 sierpnia 2014[1]
- 5,76 – Puchar Świata 2014 – Arco (ITA) – 31 sierpnia 2014

## Osiągnięcia

### Puchar Świata
| Konkurencje      | 2008  | 2009 | 2010 | 2011 | 2012 | 2013 | 2014 | 2015 | 2016 | 2017 |
| Wsp. na szybkość | 16-17 | 4    | 3    | 5    | 7    | 2    | 2    | 2    | 6    | 14   |

### Mistrzostwa świata
| Konkurencje      | 2005 | 2007 | 2009 | 2011 | 2012 | 2014 | 2016 |
| Wsp. na szybkość | 12   | 8    | 8    | 5    | 2    | 8    | 7    |

### Mistrzostwa Europy
| Konkurencje      | 2004 | 2006 | 2008 | 2010 | 2013 | 2015 | 2017 |
| Wsp. na szybkość | 11   | 13   | 16   | 3    | 1    | 1    | 16   |

### World Games
| Konkurencje      | 2013 | 2017 |
| Wsp. na szybkość | 5    | 8    |

### Rock Master
| Konkurencje | 2004 | 2005 | 2006 | 2007 | 2009 | 2010 | 2012 | 2013 | 2014 | 2016 |
| Prowadzenie | 7    | 7-8  | 4    | 5    | 1    | 1    | 3    | 1    | 1    | 5    |